# Stejeriș, Cluj

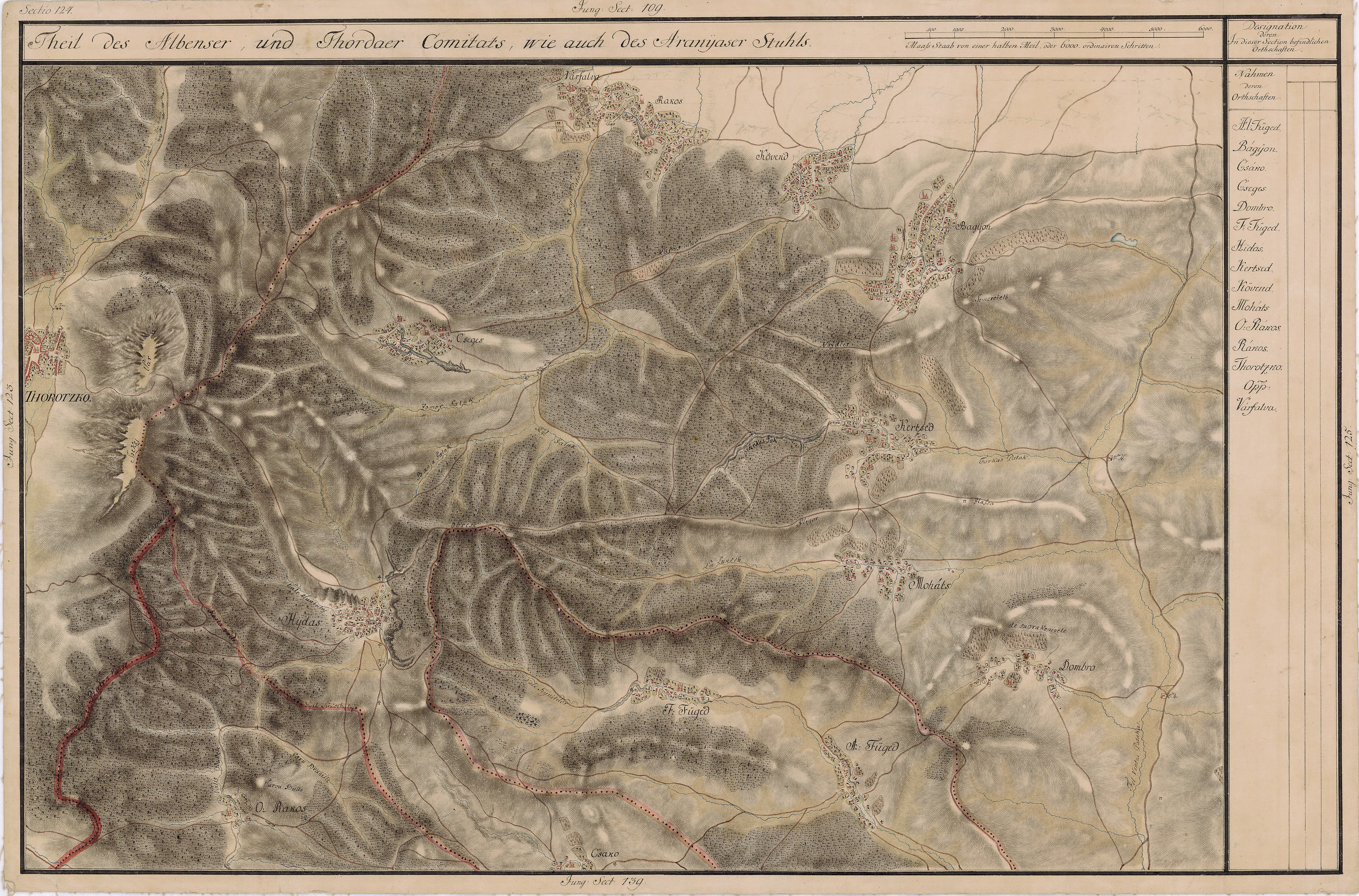
Stejeriş (Kertsed) pe Harta Iosefină a Transilvaniei, 1769-1773 (Sectio 124)

Stejeriș (în trecut Cârcedea; în maghiară Kercsed, în germană Kertschedt) este un sat în comuna Moldovenești din județul Cluj, Transilvania, România.

## Date geografice
Altitudinea medie: 376 m.

## Istoric
Pe Harta Iosefină a Transilvaniei din 1769-1773 (Sectio 124), localitatea apare sub numele de Kertsed. La sud-est de Kertsed (Stejeriș), respectiv la nord-est de satul învecinat Măhăceni pe hartă este marcat prin semnul π un loc public de pedepsire a delicvenților în perioada medievală.
Până în anul 1876 a aparținut Scaunului Secuiesc al Arieșului.

## Personalități
- Silviu Bologa (1874 - 1960), deputat în Marea Adunare Națională de la Alba Iulia 1918

## Monumente
Următoarele obiective au fost înscrise pe Lista monumentelor istorice din județul Cluj, elaborată de Ministerul Culturii din România în anul 2015:
- Tumulii[4] preistorici din punctul "Gâlmeie" (cod LMI CJ-I-s-B-07184)
- Așezarea medievală din sec. IX-XI din punctul "Izvorul Rece" (cod LMI CJ-I-s-B-07183)
- Biserica Reformată-Calvină (cod LMI CJ-II-m-B-07765)

## Lăcașuri de cult
- Biserica Reformată-Calvină a ars în anul 1703, fiind reconstruită în 1714. Tavan cu casete pictate (1782-1783).

## Galerie de imagini

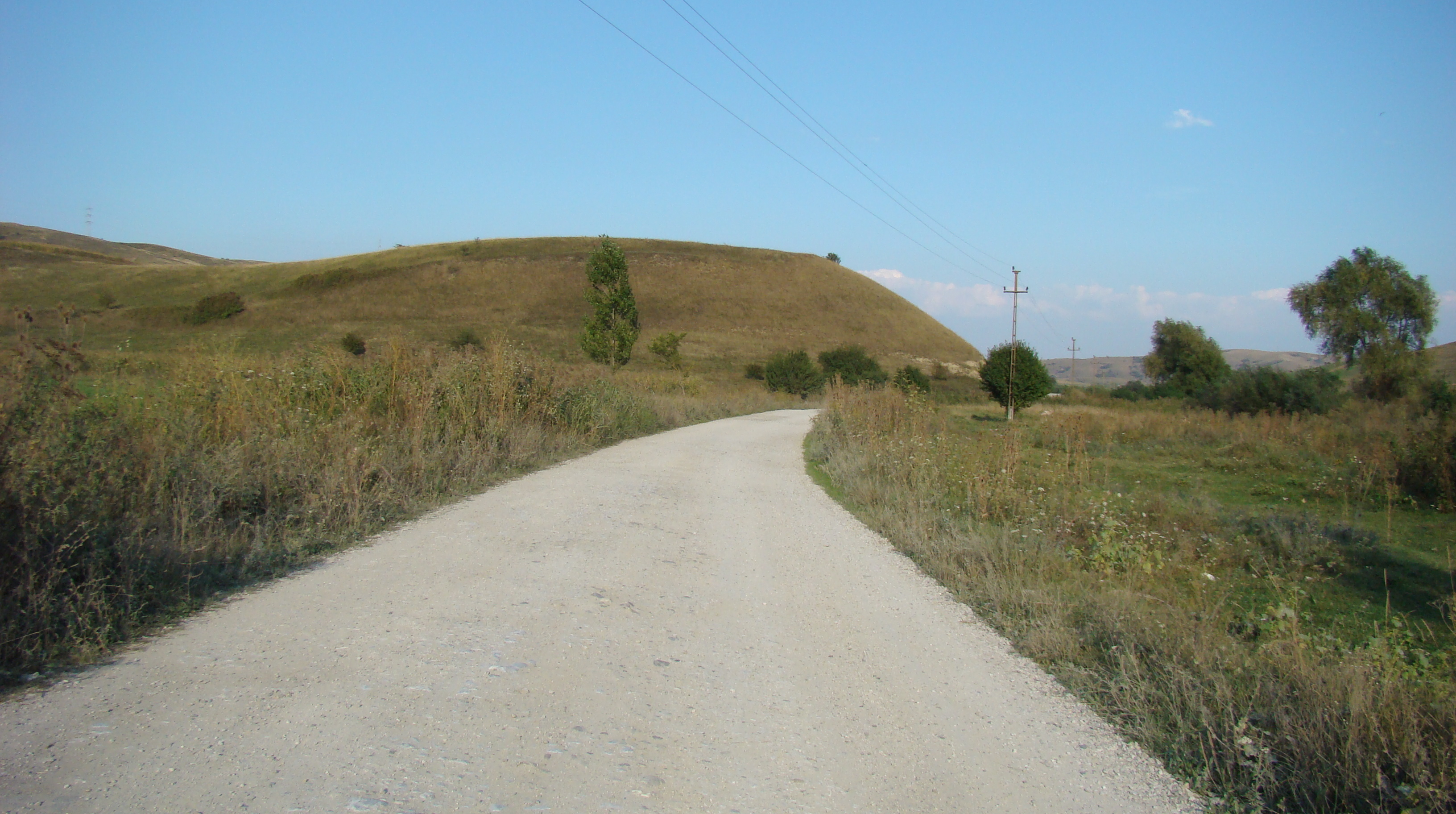
Drumul comunal pietruit care leagă satul Stejeriș de DN1
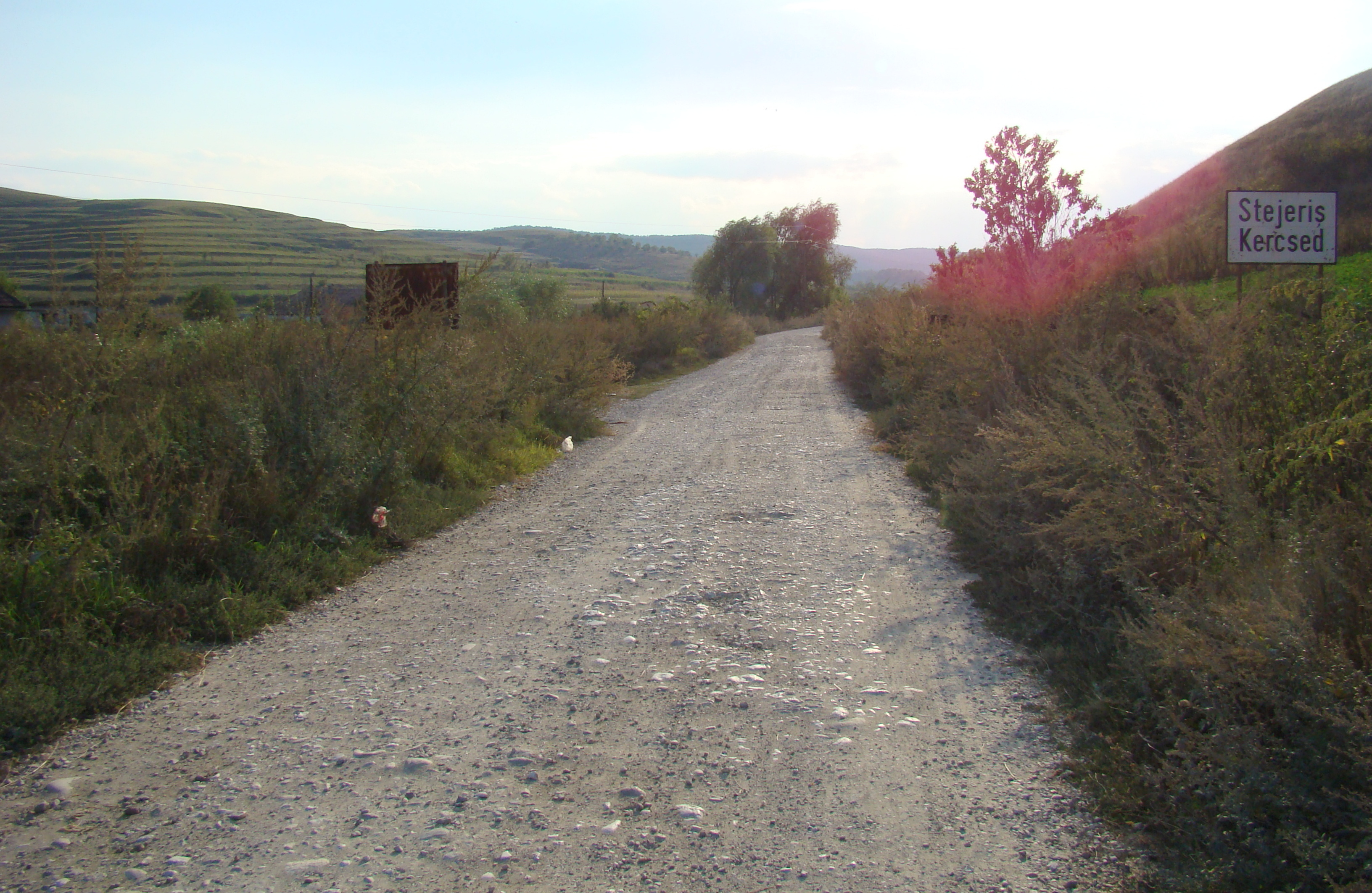
Intrarea în localitate
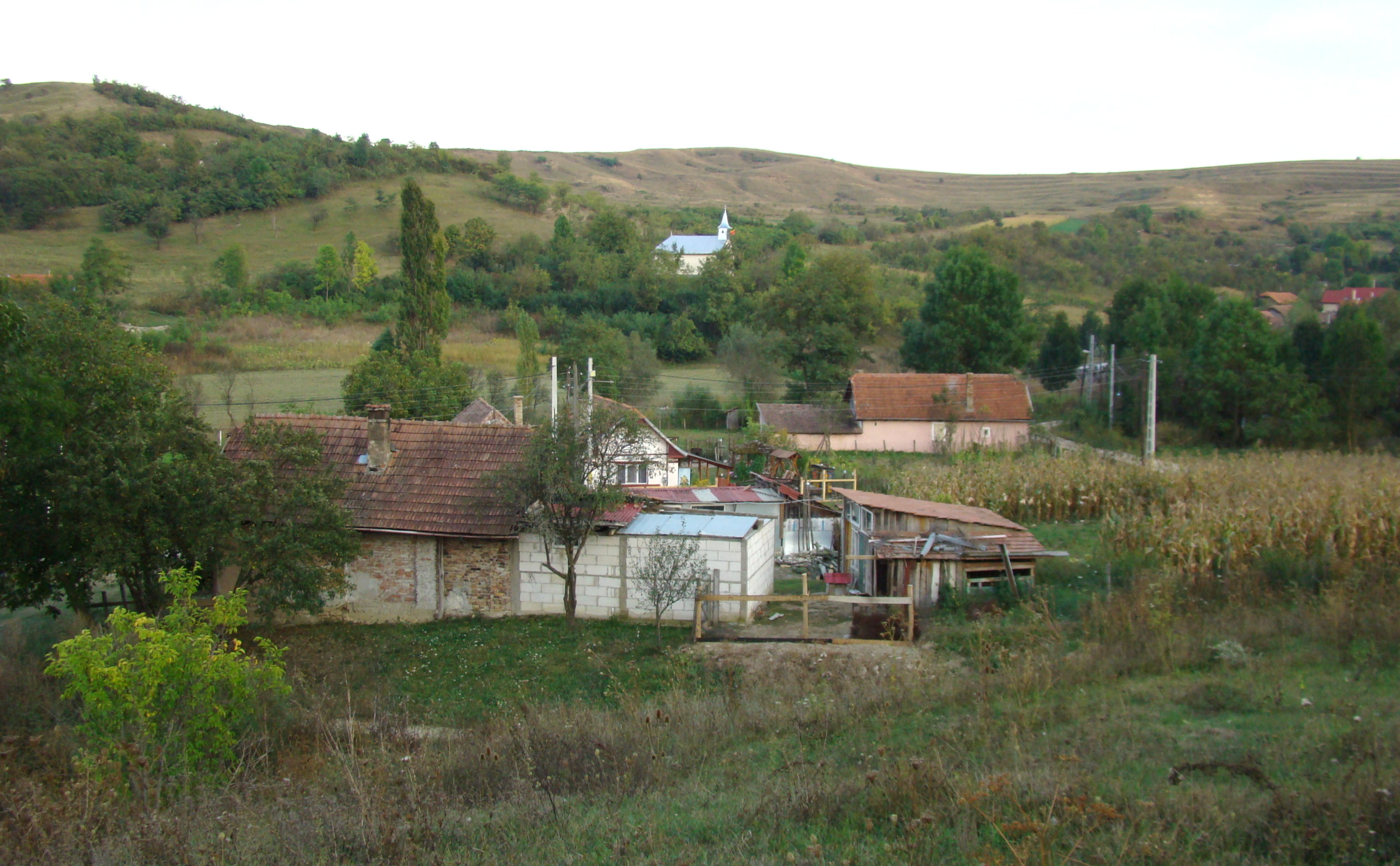
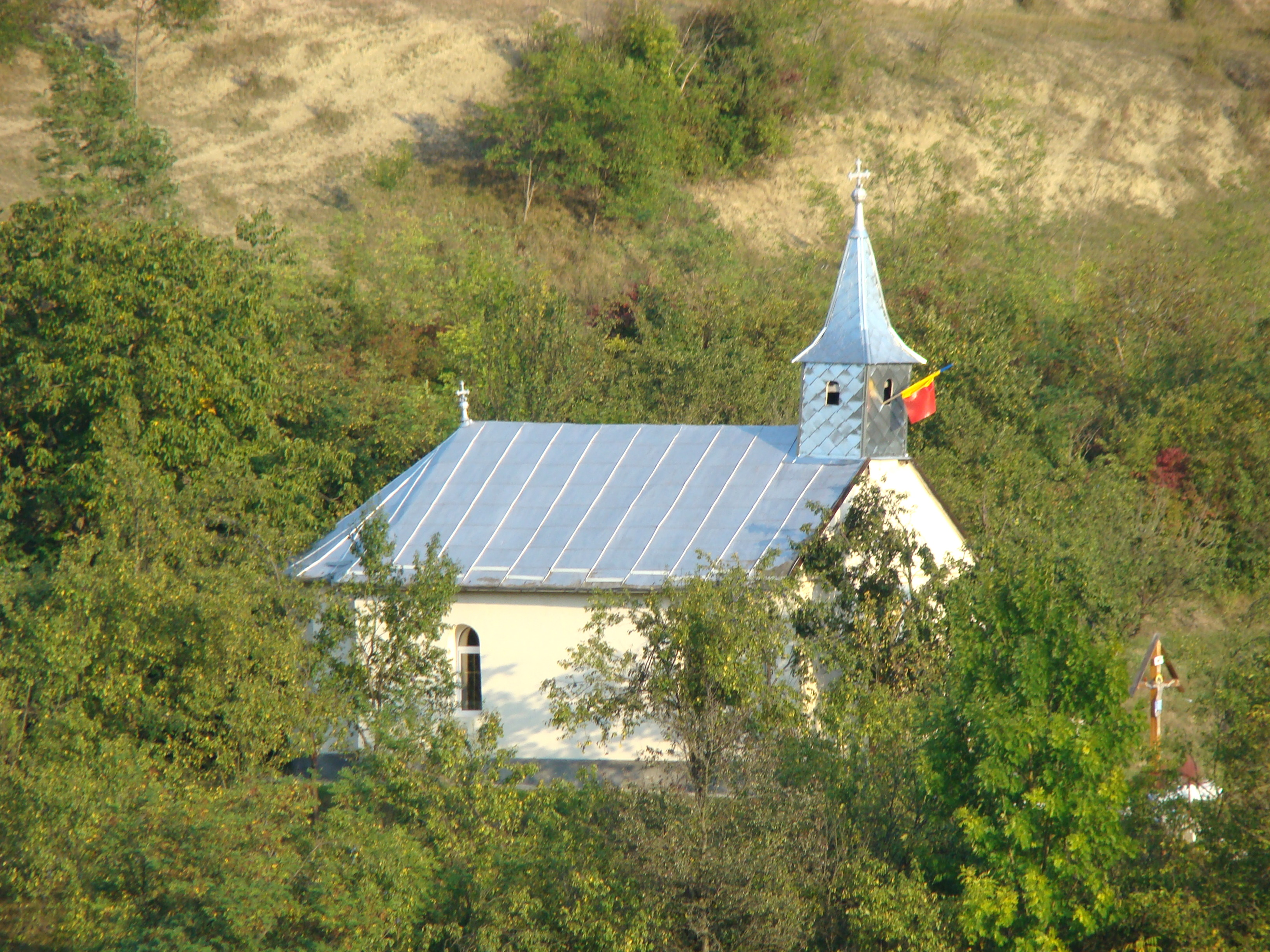
Biserica ortodoxă
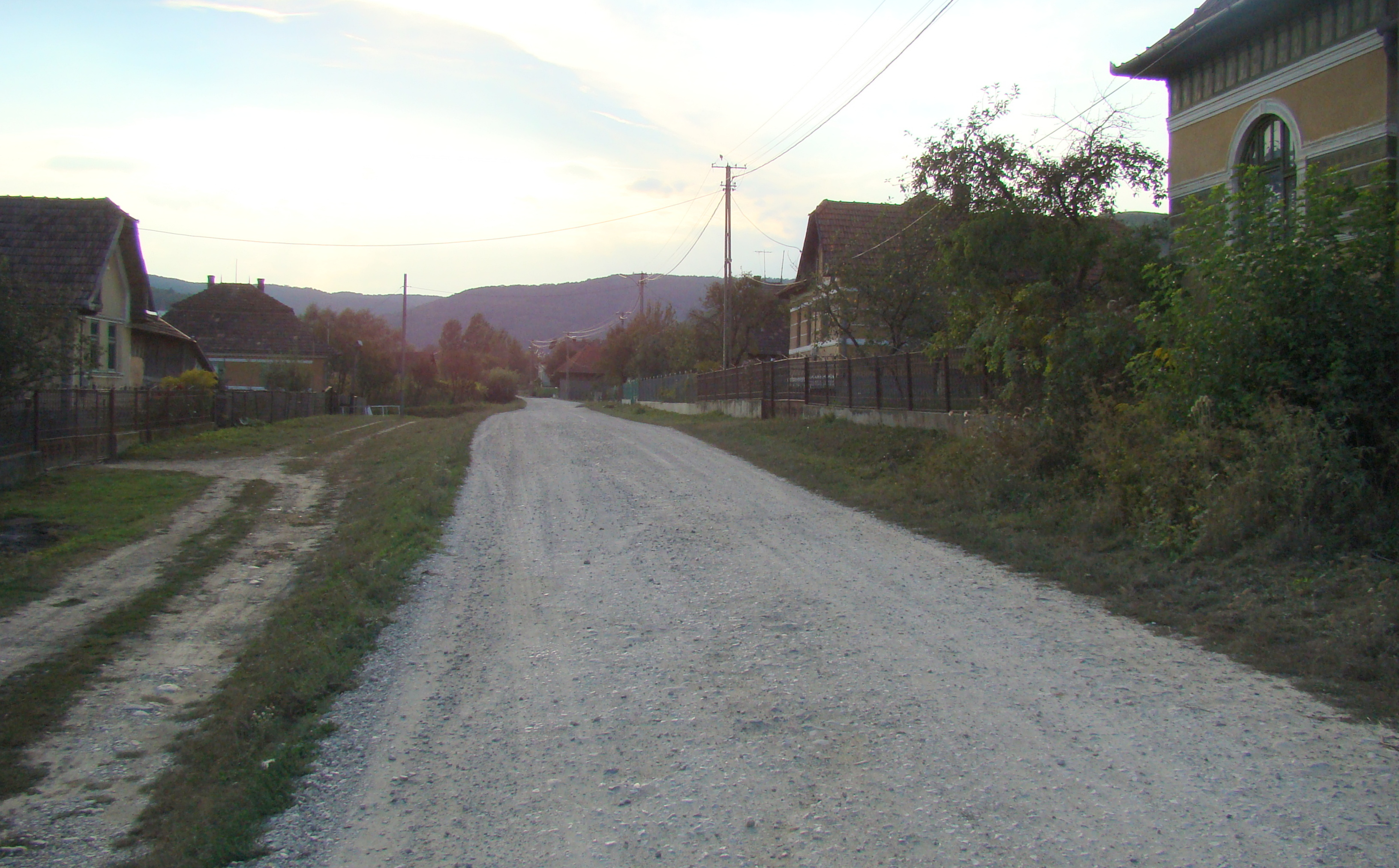
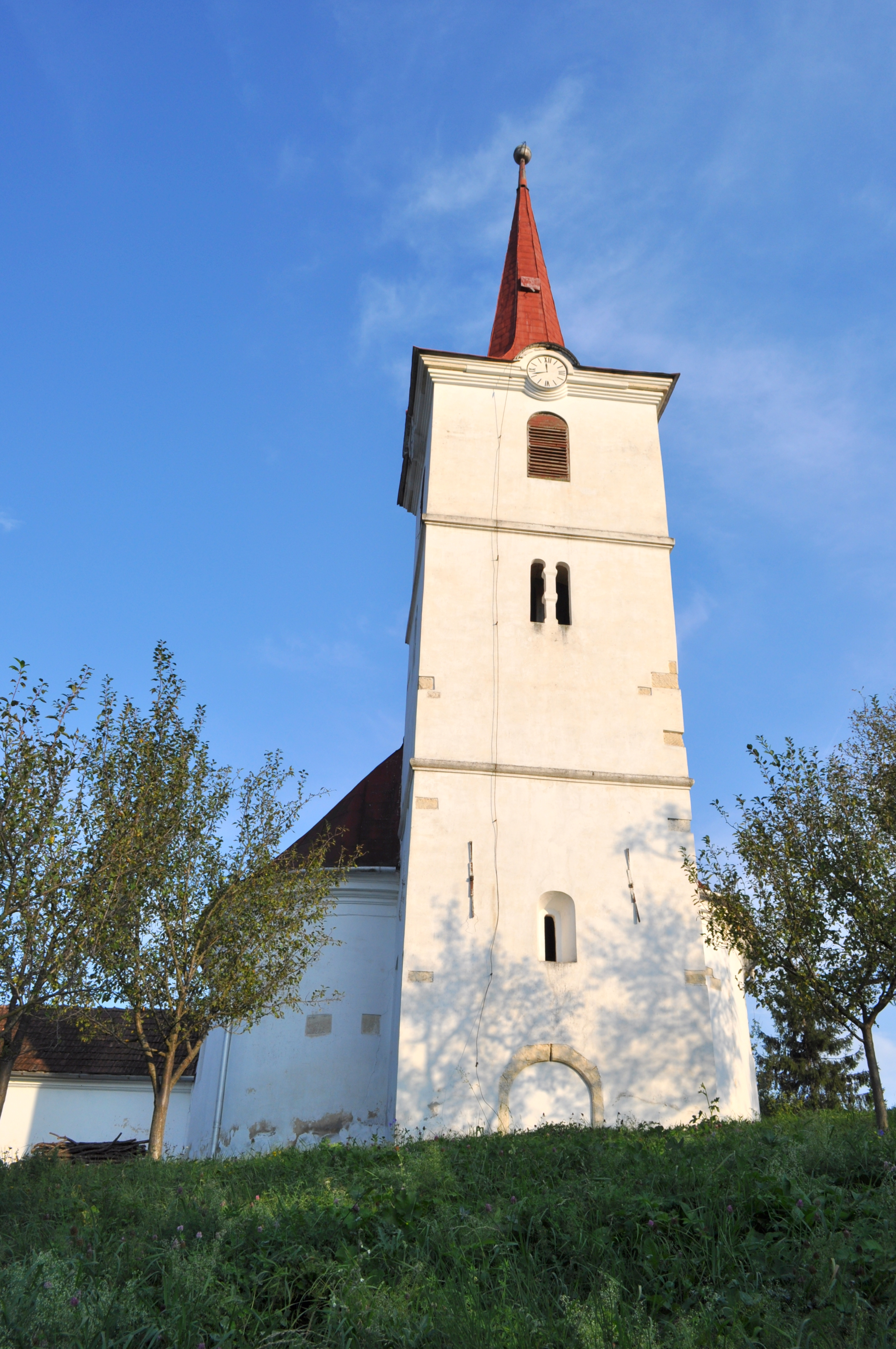
Biserica reformată (monument istoric)
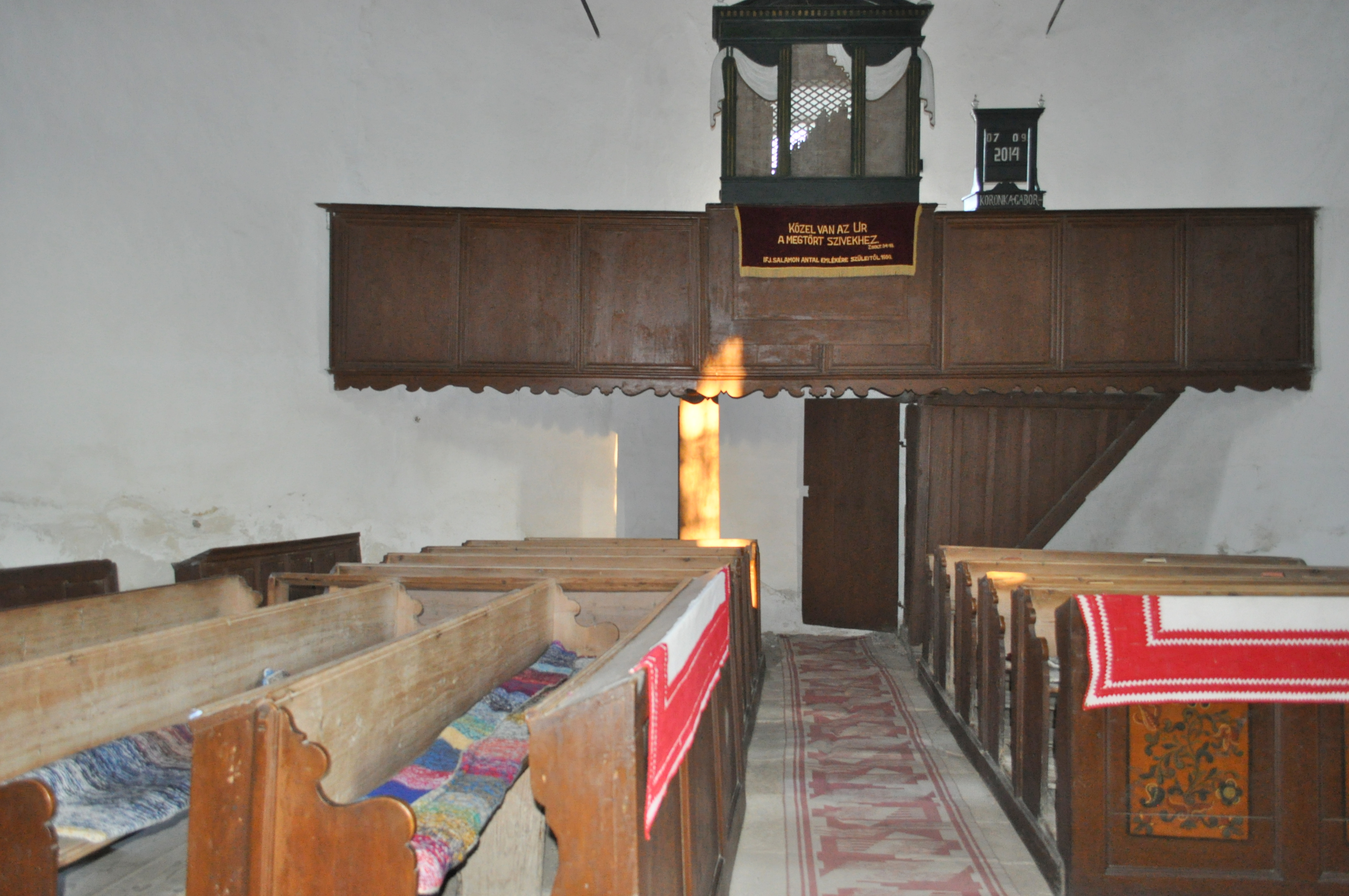
Biserica reformată (monument istoric)
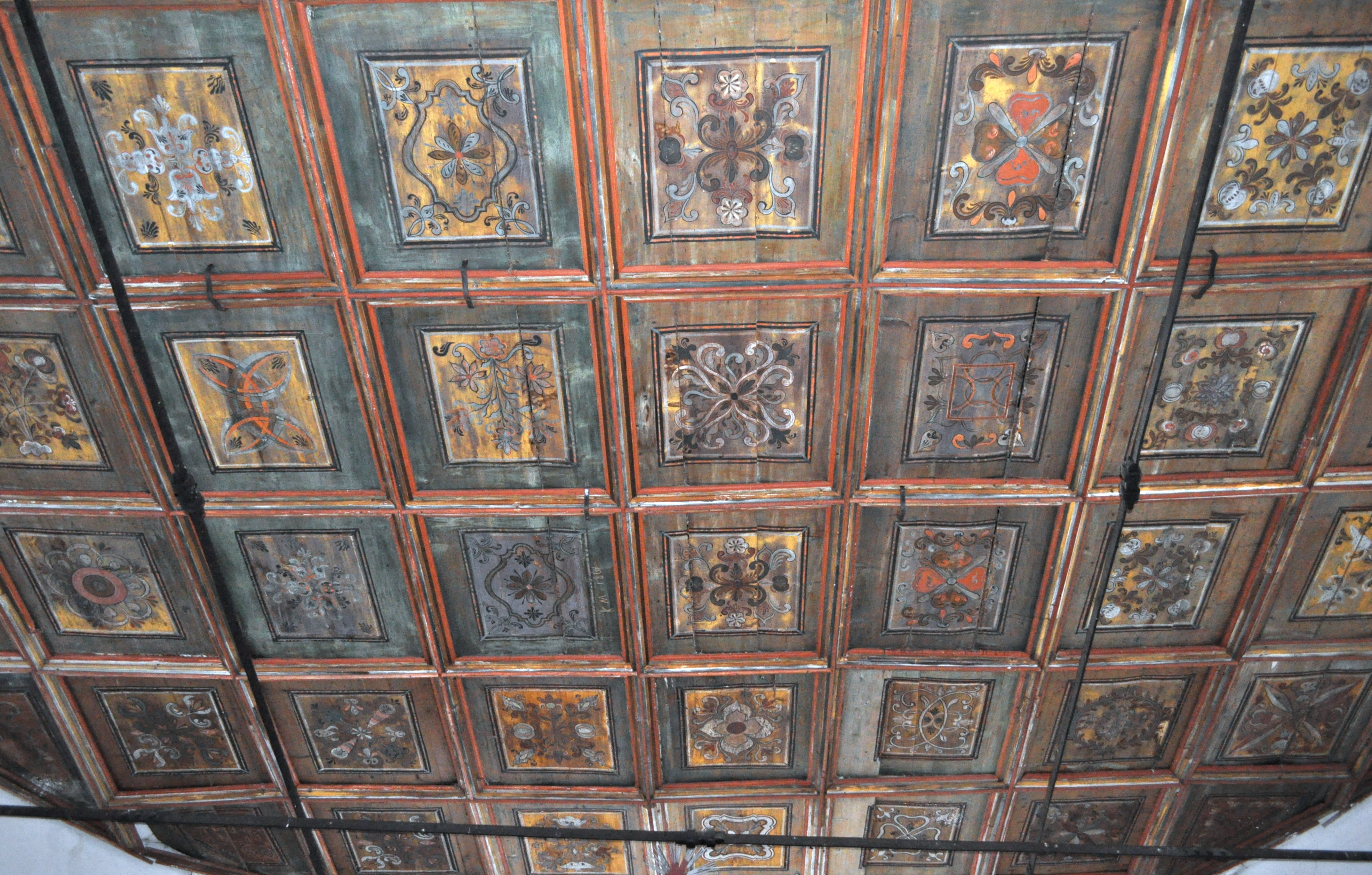
Biserica reformată (tavanul casetat)
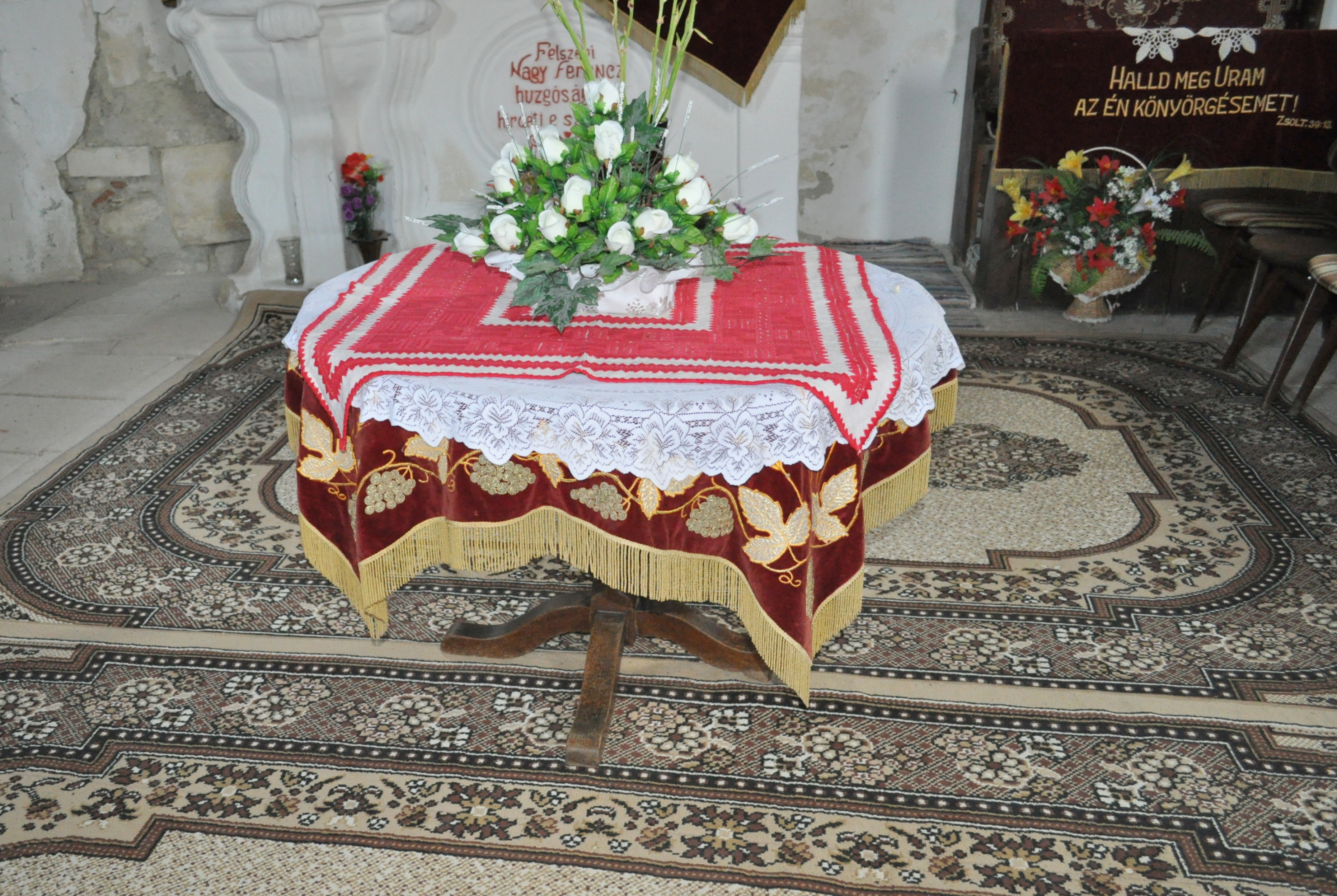
Masa Domnului
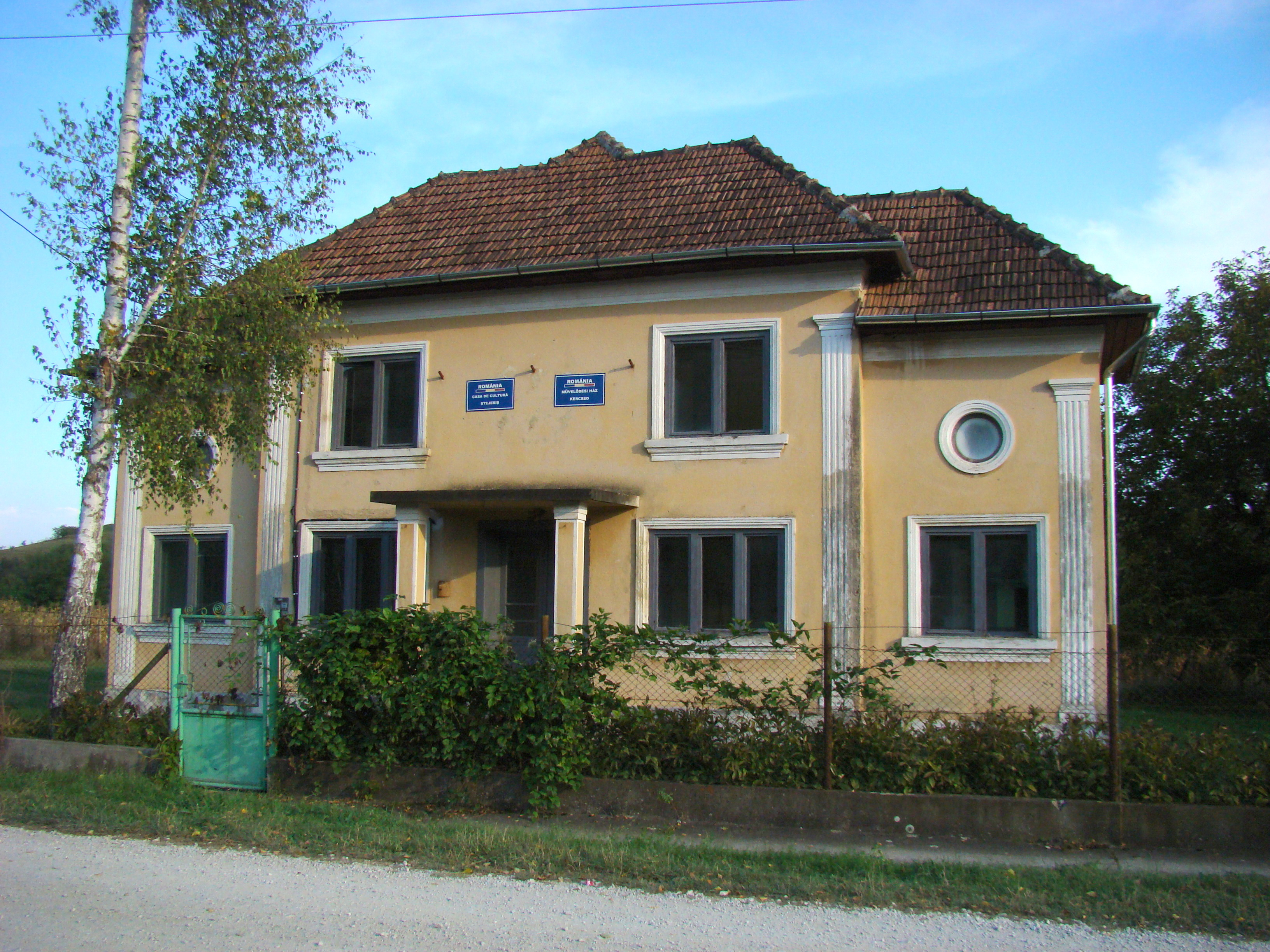
Casa de cultură
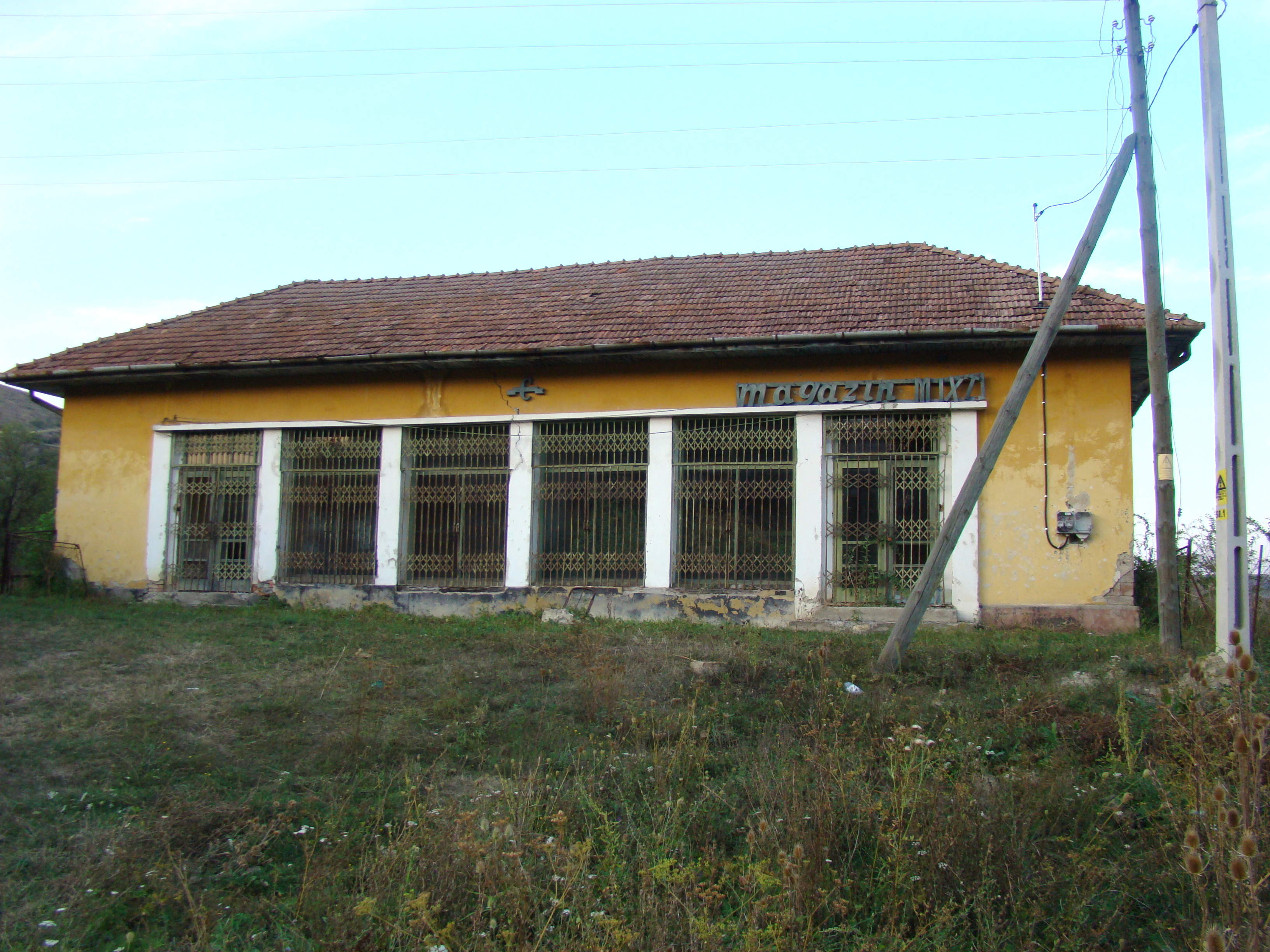
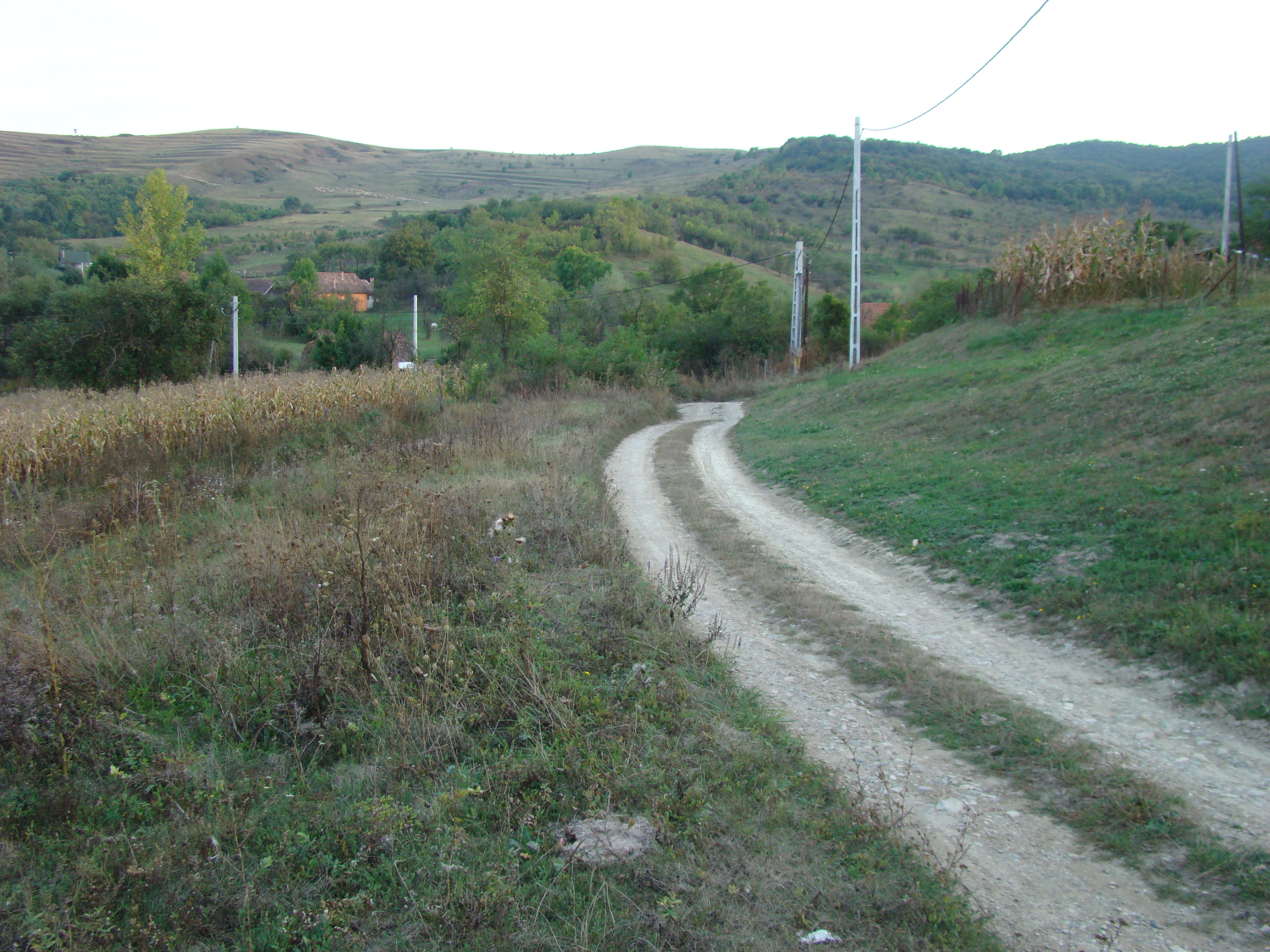
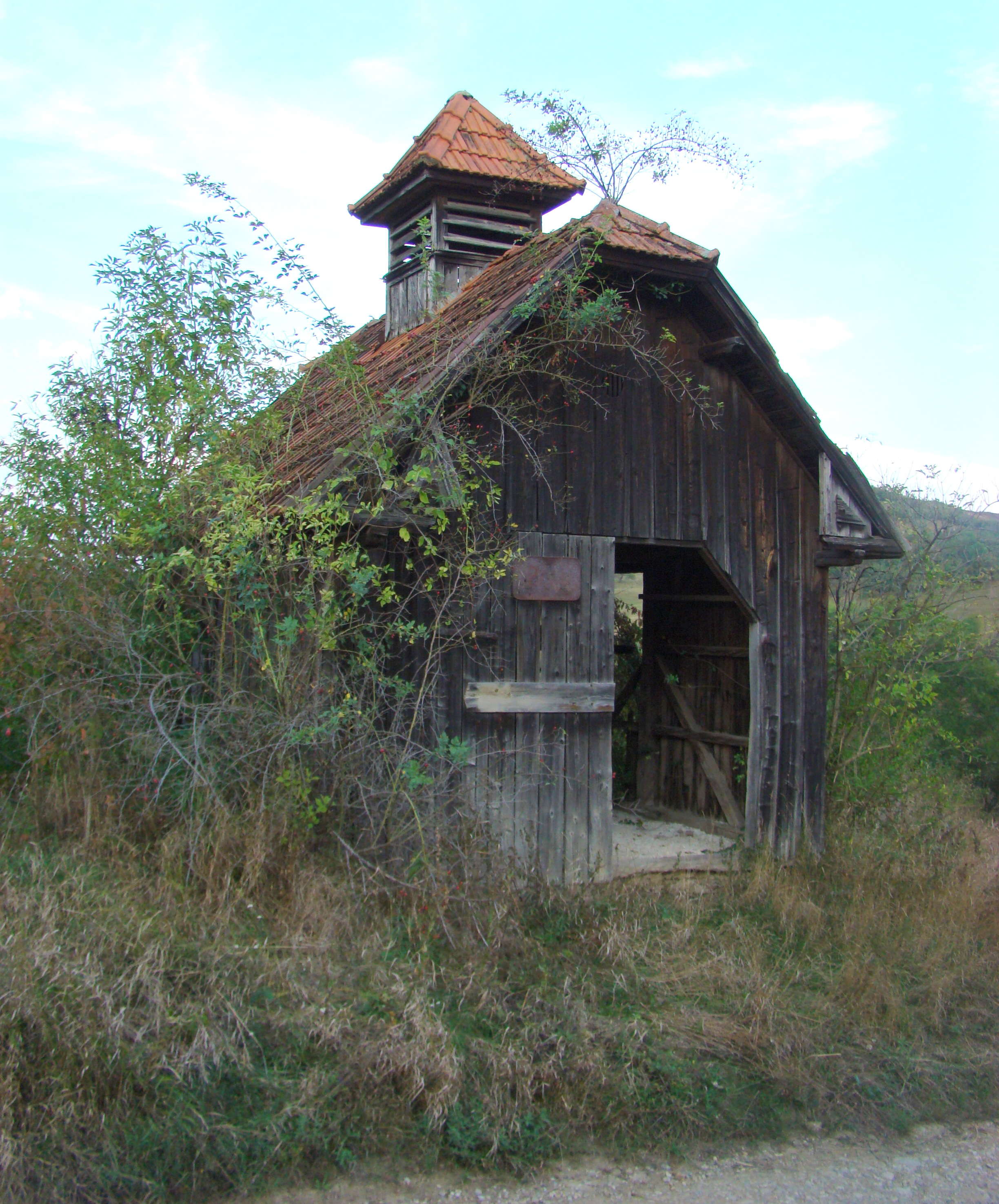
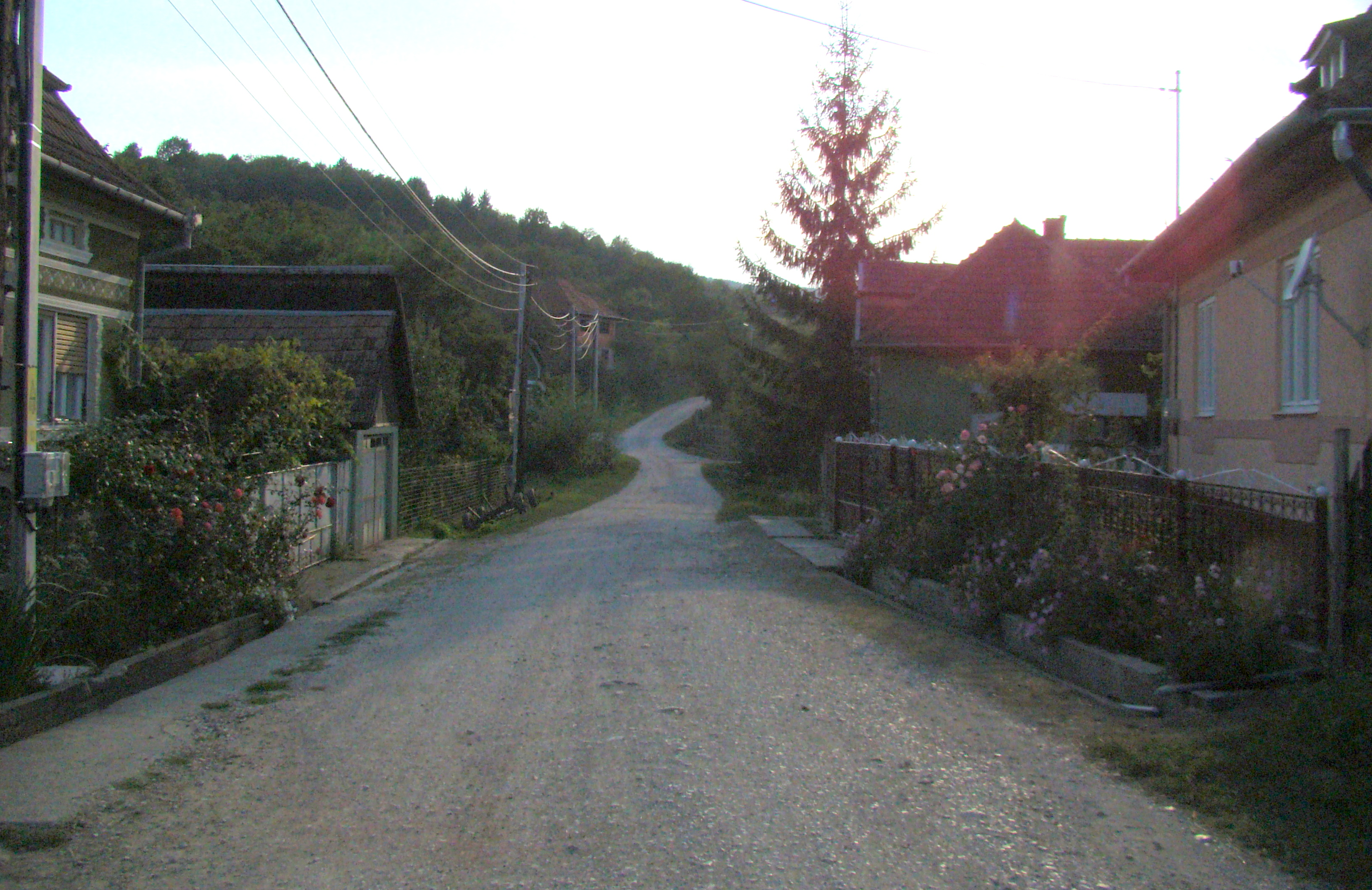
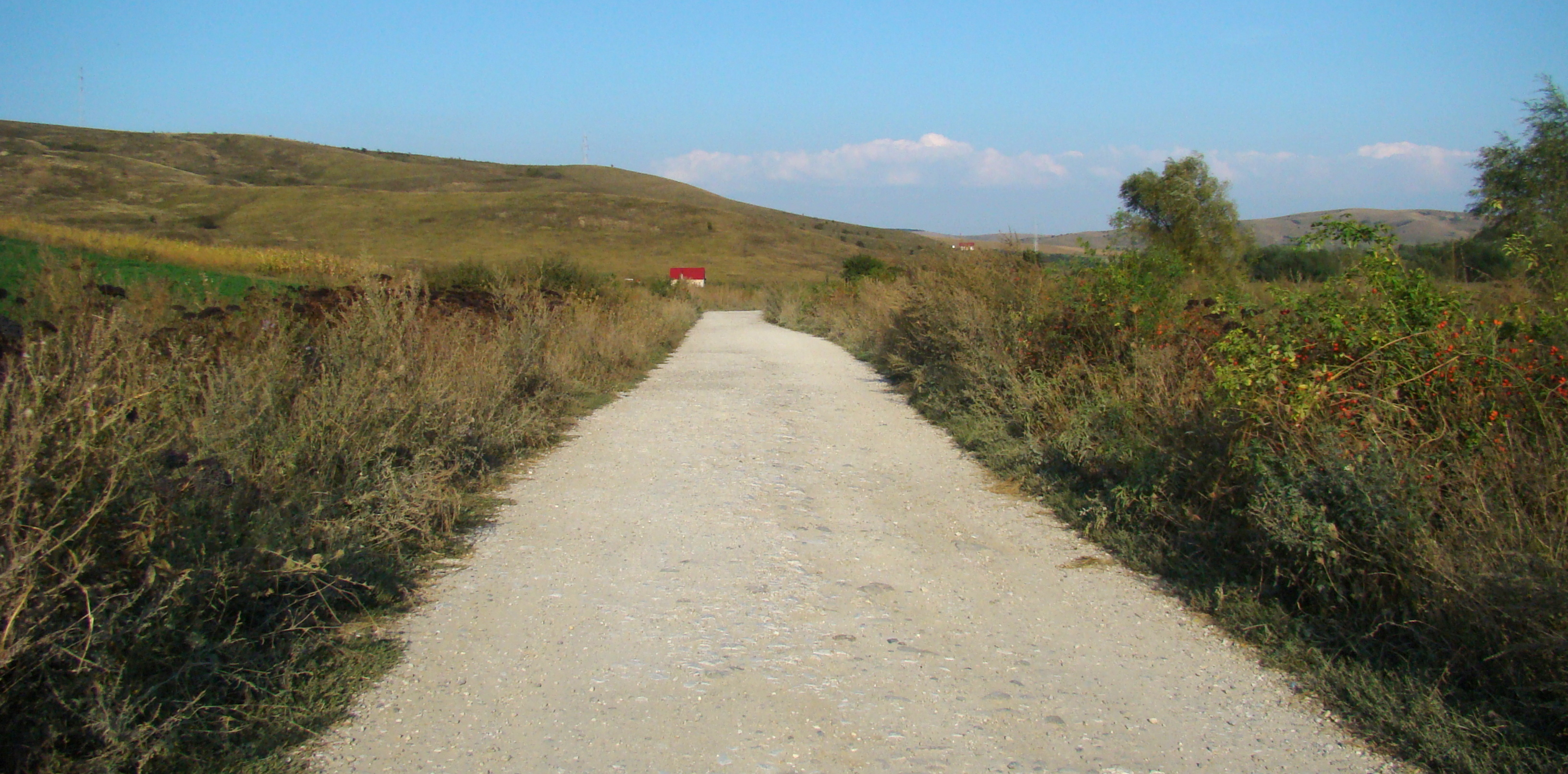